# Шкољка шуми
„Шкољка суми” је југословенски филм из 1990. године. Режирао га је Мирослав Међиморец а сценарио су написали Слободан Новак и Мирослав Међиморец.

## Радња
Магистар фармације путује са острва на уобичајен медицински третман у загребачку болницу Врапче. Прати га мали режимски службеник који својим поступцима разоткрива сав јад који међу људима ствара тоталитарни систем власти...

## Улоге
| Глумац            | Улога             |
| ----------------- | ----------------- |
| Свен Ласта        | Магистар          |
| Јосип Генда       |                   |
| Шпиро Губерина    |                   |
| Вера Зима         |                   |
| Миа Беговић       |                   |
| Иван Ловричек     |                   |
| Славица Јукић     |                   |
| Станка Гјурић     |                   |
| Јадранка Матковић | Медицинска сестра |

## Награде
Пула 92' - Златна арена за главну мушку улогу Свену Ласти